# Honor X8 5G
Honor X8 5G — смартфон з підтримкою 5G, розроблений компанією Honor. Був представлений 23 липня 2022 року. 10 травня 2022 року в Китаї був представлений Honor Play 30, що відрізняється набором камер, оформленням задньої панелі та більшою частотою оновлення дисплею.

## Дизайн
Екран виконаний з алюмосилікатного скла. Задня панель виконана з матового пластику в чорному кольорі й з глянцевого у всіх інших кольорах. Грані виконані з матового пластику.
За дизайном Honor Play 30 нагадує iPhone 13, а саме своїм блоком камери та плоскими гранями. В свою чергу Honor X8 5G схожий на Honor X8. 
Знизу розташовані роз'єм USB-C, динамік, мікрофон та 3.5 мм аудіороз'єм. Зверху розташований другий мікрофон. З лівого боку розташований гібридний слот під 2 SIM-картки або 1 SIM-картку і карту пам'яті формату microSD до 512 ГБ. З правого боку розміщені кнопки регулювання гучності та кнопка блокування смартфона, в яку у Honor X8 5G вбудовано сканер відбитків пальців.
Honor X8 5G продається в кольорах Midnight Black (чорний) та Ocean Blue (синій).
Honor Play 30 продається в 4 кольорах: чорному, синьому, золотому та блакитно-фіолетовому.

## Технічні характеристики

### Платформа
Смартфон отримав процесор Qualcomm Snapdragon 480+ та графічний процесор Adreno 619.

### Батарея
Батарея отримала об'єм 5000 мА·год. Також Honor X8 5G має підтримку швидкої зарядки на 22.5 Вт, а Play 30 — 10 Вт.

### Камери
Honor X8 5G отримав основну потрійну камеру 48 Мп, f/1.8 (ширококутний) з фазовим автофокусом + 2 Мп f/2.4 (макро) + 2 Мп f/2.4 (сенсор глибини) і фронтальну 8 Мп, f/2.2 (ширококутний).
Honor Play 30 отримав основну камеру 13 Мп, f/1.8 (ширококутний) з автофокусом і фронтальну 5 Мп, f/2.2 (ширококутний).
Основна та фронтальна камера обох мають можливість запису відео у роздільній здатності 1080p@30fps.

### Екран
Екран TFT LCD, 6.5", HD+ (1600 × 720) із щільністю пікселів 270 ppi, співвідношенням сторін 20:9 та краплеподібним вирізом під фронтальну камеру. Також Honor Play 30 має підтримку частоти оновлення дисплею до 90 Гц.

### Пам'ять
Honor X8 5G продається в комплектаціях 6/128 ГБ.
Honor Play 30 продається в комплектаціях 4/128 та 8/128 ГБ.

### Програмне забезпечення
Honor X8 5G працює на Magic UI 4.2, а Play 30 — Magic UI 5.0. Обидві оболонки на базі Android 11. Honor Play 30 не має сервісів Google Play, бо продається виключно в Китаї. Для встановлення додатків використовується власний магазин додатків. В Honor X8 5G Google Play присутній.